# Nové muzeum
Nové muzeum (německy Neues Museum) je jedno z pěti muzeí v Berlíně v Německu, soustředěných na Muzejním ostrově. Vzniklo jako druhé v pořadí v roce 1855 a hostí sbírku egyptského umění, v níž jsou výraznou měrou zastoupeny vykopávky amarnského období, dále pak starověké a etnografické sbírky. Muzeum je jako součást Muzejního ostrova od roku 1999 na seznamu světového kulturního dědictví UNESCO.

## Historie

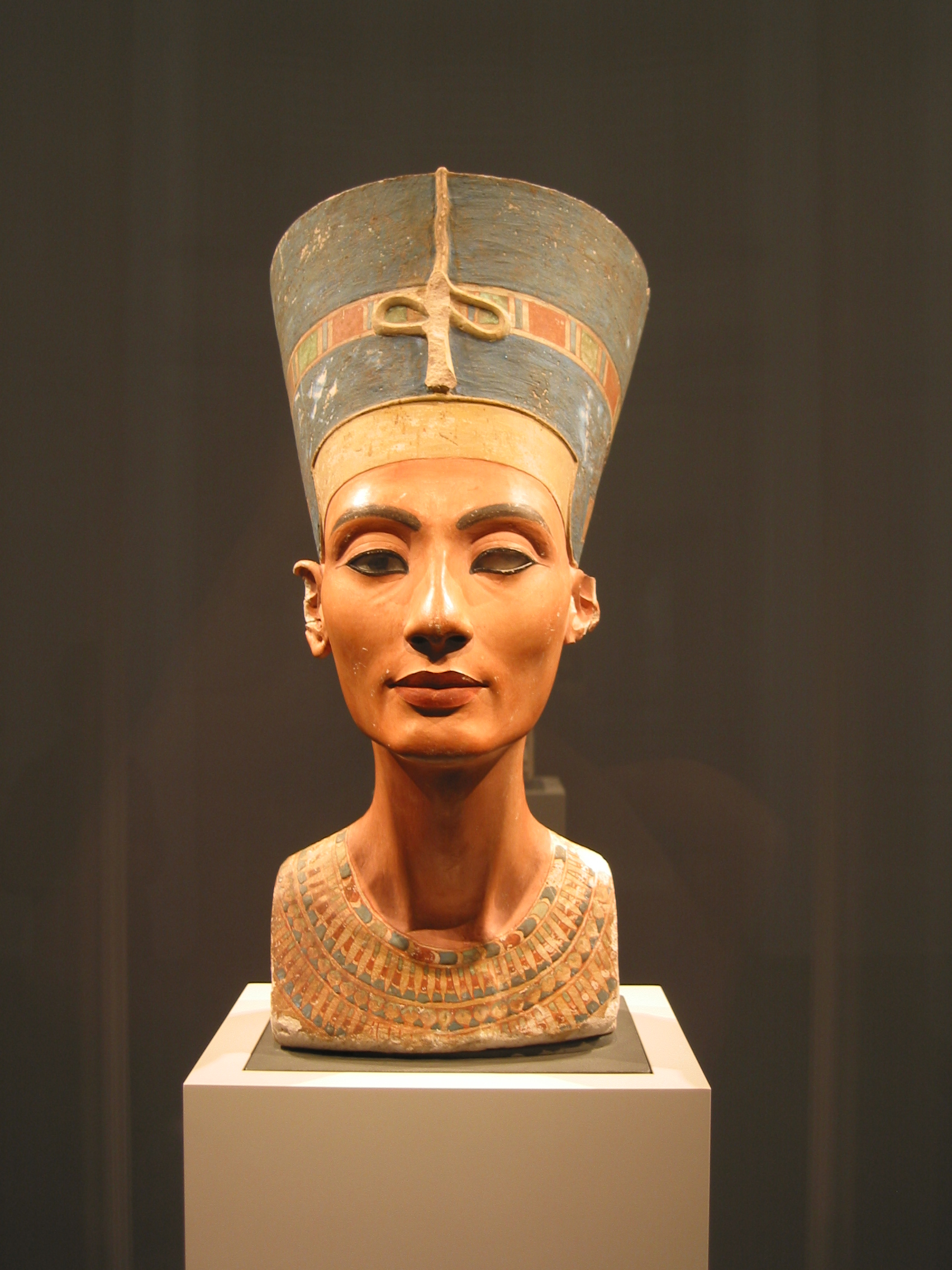
Busta královny Nefertiti

Na muzejním ostrově bylo jako první založeno v roce 1830 Altes Museum. Sbírka si v krátké době získala velmi dobrou pověst, a tak byla již v roce 1855 otevřena nová muzejní budova Neues Museum, určená pro sbírky starověkého Egypta, prehistorické a etnografické sbírky. Nápis nad vchodem do muzea říká: ARTEM NON ODIT NISI IGNARUS (Pouze ignorant nenávidí umění). Architektem muzejní budovy byl August Stüler. Vstupní část muzea zahrnovala velkou schodišťovou halu, řecký a egyptský dvůr, spojení se Starým muzeem zajišťoval krytý most.
Po vypuknutí 2. světové války bylo muzeum na podzim 1939 uzavřeno, většina muzejních exponátů byla evakuována a umístěna v krytech. Toto opatření se ukázalo jako prozíravé, v roce 1944 totiž muzeum zasáhlo několik bomb, jižní část muzea zůstala po válce v troskách. Po skončení druhé světové války se sbírky v krytech ocitly v rukou Rudé armády, která řadu sbírkových předmětů přesunula do muzeí v Moskvě a Leningradu, dodnes nebyly všechny vráceny (součástí nevrácených sbírek je tzv. Priamův poklad a trójská sbírka). Muzeum zůstalo v troskách.
V roce 1980 vláda NDR konečně rozhodla o rekonstrukci budovy muzea, ta však začala teprve v září 1989, o dva měsíce později padla Berlínská zeď a došlo ke sjednocení do té doby rozděleného města. Vítězem architektonické soutěže na rekonstrukci muzea se stal David Chipperfield, namísto kompletního znovupostavení muzea se architekt rozhodl znovu postavit poničené části, ale s použitím moderních materiálů a jednoduchých tvarů. Součástí rekonstrukce je podzemní Archeologická promenáda, která propojí všechny muzejní budovy (s výjimkou Staré národní galerie). Nové muzeum bylo znovu otevřeno 9. 10. 2009.

## Sbírky

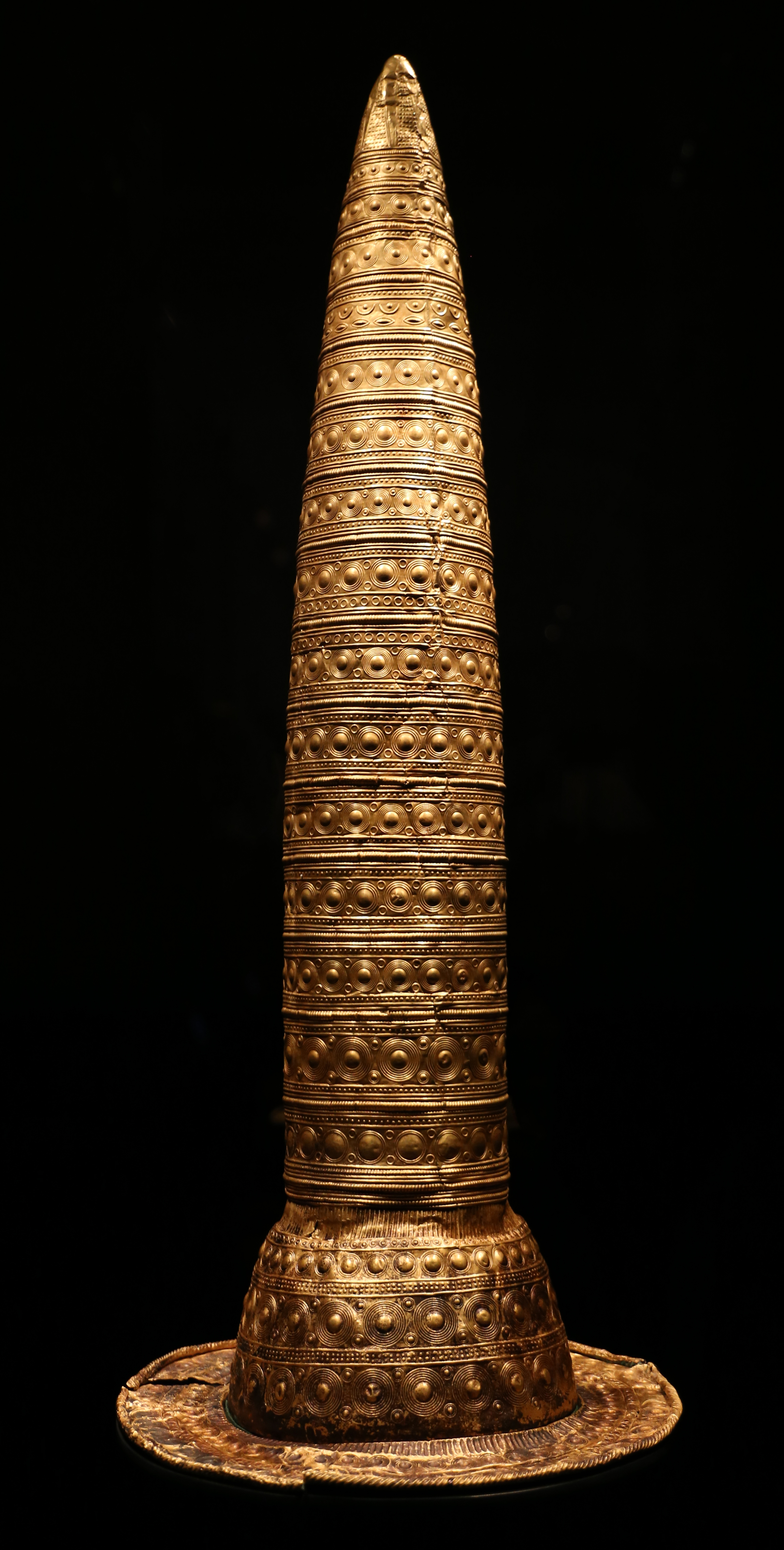
Zlatý klobouk

Přízemí a první patro muzea zabírají egyptské sbírky. V nich vyniká tzv. Berlínská zelená hlava a hlava královny Teje. Díky účasti pruského archeologického týmu na vykopávkách v Tel-el-Amarně, starověkém Achetatonu, je v muzeu uložena značná část exponátů nalezených v troskách tohoto města, z nich je zlatým hřebem busta královny Nefertiti, manželky faraona Achnatona. Z amarnského období je v muzeu též busta faraona Tutanchamona, samotného Achnatona, slavný je domácí oltář, znázorňující Achnatona s jeho rodinou.
Ve druhém patře se nachází sbírka egyptských papyrů, z nichž vyniká Sinuhetův příběh (okolo 1800 př. n. l.) a řecky psaný komentář k Platonově dialogu Theaitétos (zhruba 2. století n. l.), dále se zde nachází sbírka artefaktů nalezených v Berlíně a okolí, které dokumentují ranou historii osídlení Germány.
Třetí patro zabírá muzeum prehistorie a rané historie, jehož zlatým hřebem je tzv. Zlatý klobouk z doby bronzové (asi 900 před naším letopočtem) z Dolního Saska. 75 cm vysoký klobouk je vzácným dokladem astronomických znalostí v Evropě v době kamenné. Muzeum též obsahuje artefakty z doby bronzové a kamenné.

## Plán muzea před rokem 1945
1) Řecký dvůr 2) Egyptský dvůr 3) Hlavní vestibul 4) Vlastenecká síň 5) Jižní vestibul 6) Klenutá síň 7) Etnografický sál 8) Síň za schodištěm 9) Historický sál 10) Hypostyl 11) Sál egyptských hrobů 12) Mytologický sál  13) Hlavní schodiště 14 ) Bacchův sál 15) Římský sál 16) Sál jižní kopule 17) Spojka do Starého muzea 18) Středověký sál 19) Bernwardův sál 20) Moderní sál 21) Řecký sál 22)  Laokónlv sál 23) Apollónův sál 24) Sál severní kopule 25) Nubijský sál 

## Galerie

### Vzhled před rokem 1945

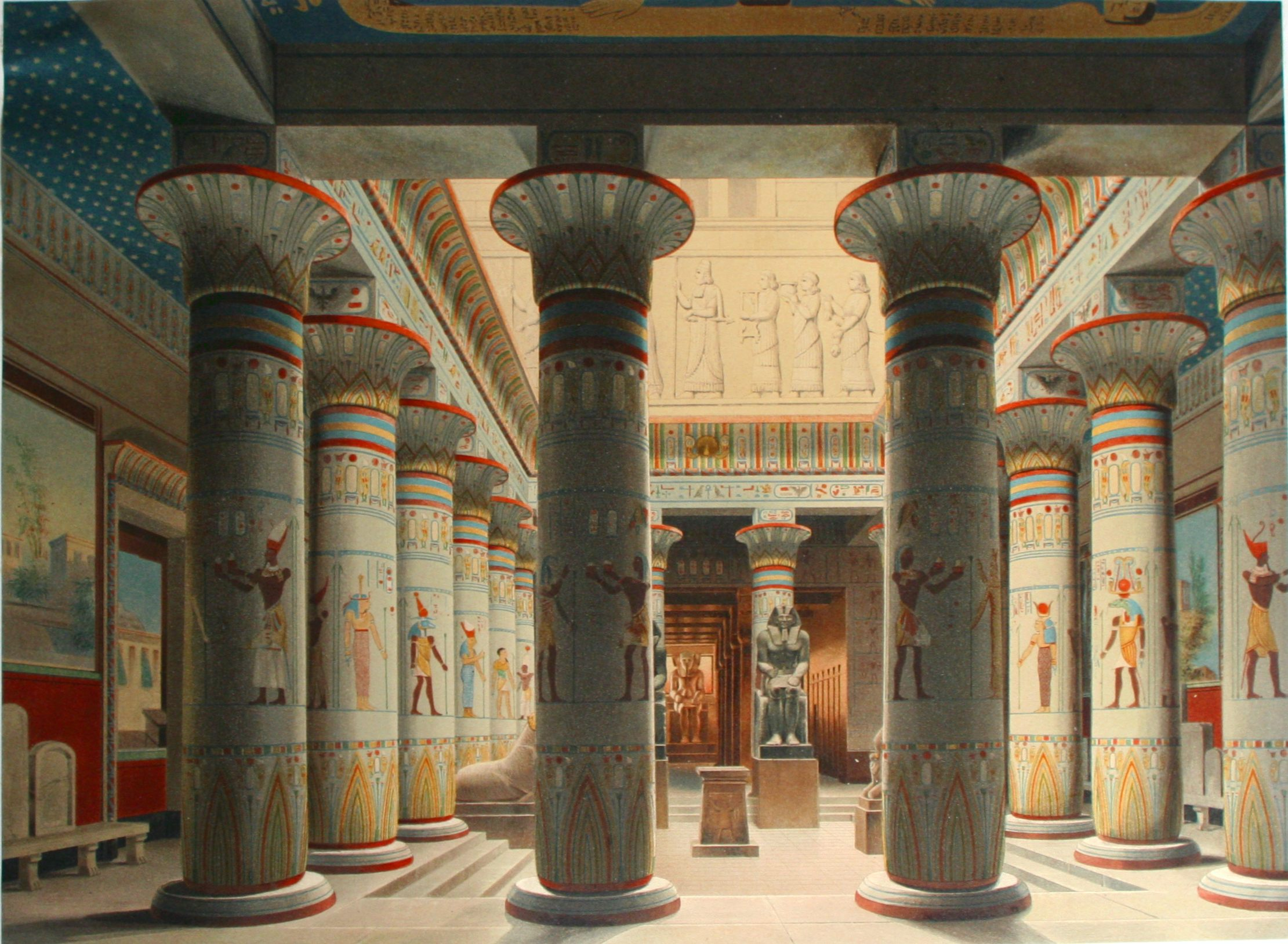
Egyptský dvůr
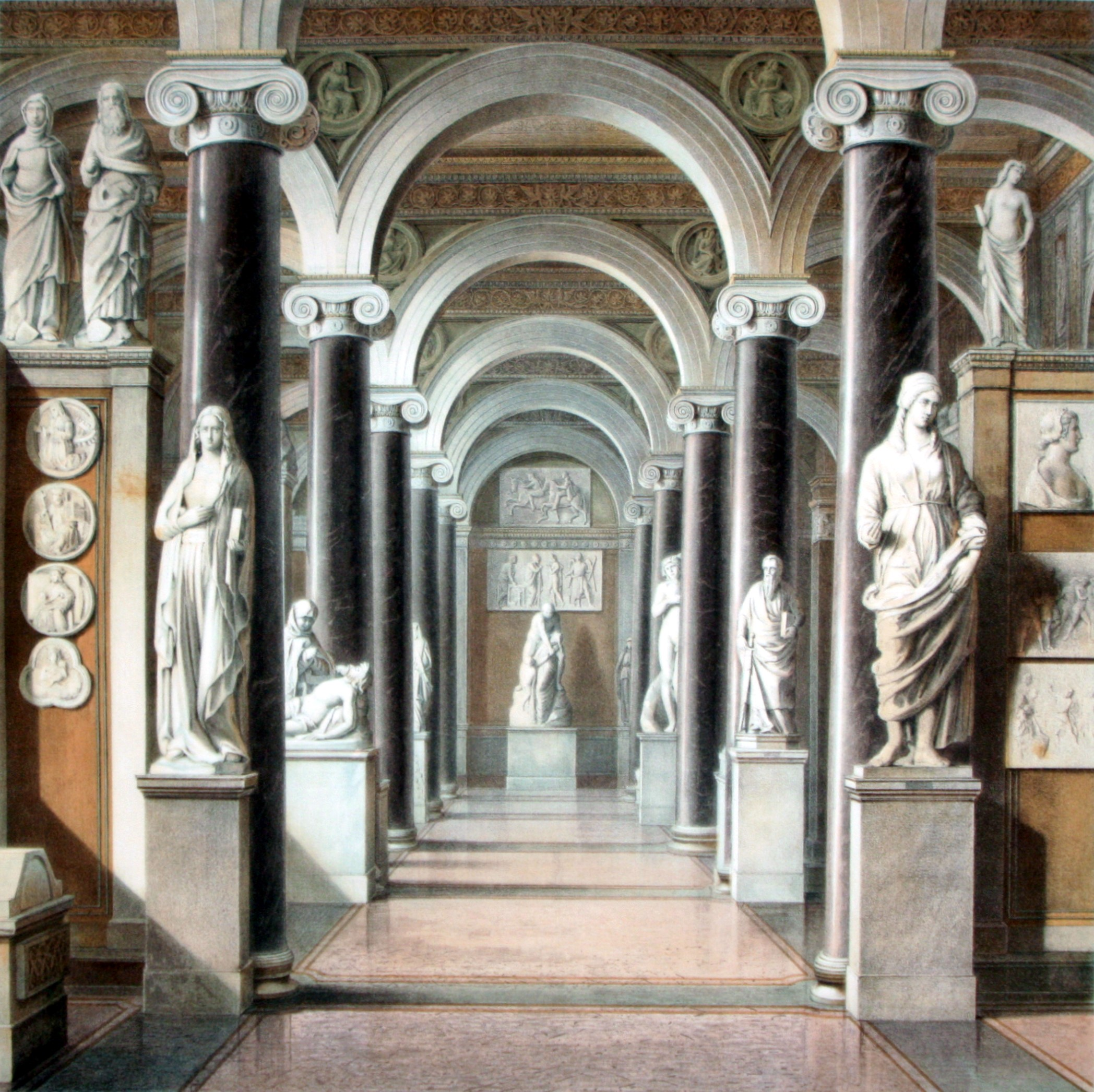
Moderní sál
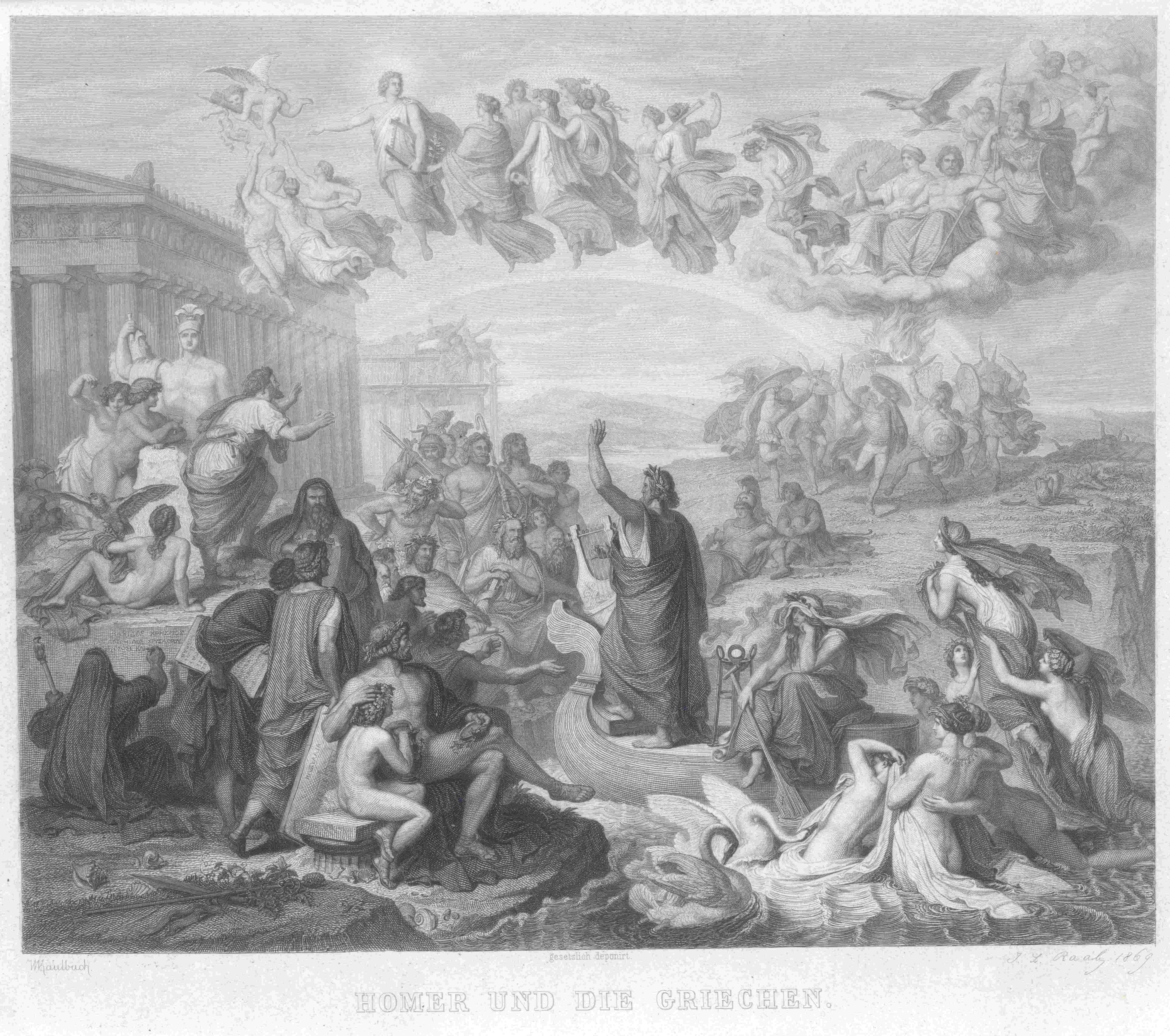
Nástěnná malba „Homér a Řekové“

### Současná podoba muzea

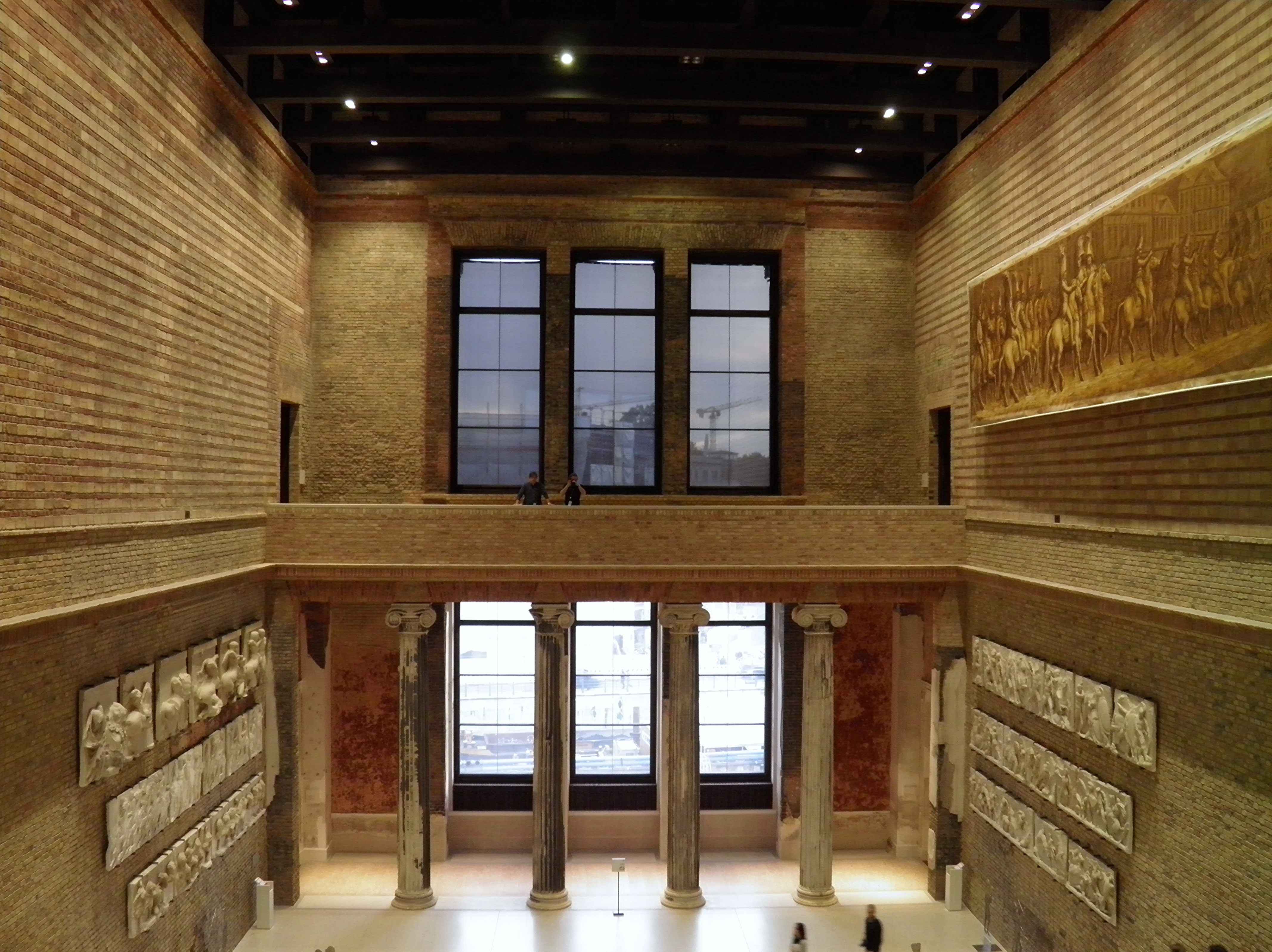
Hlavní schodišťová hala muzea
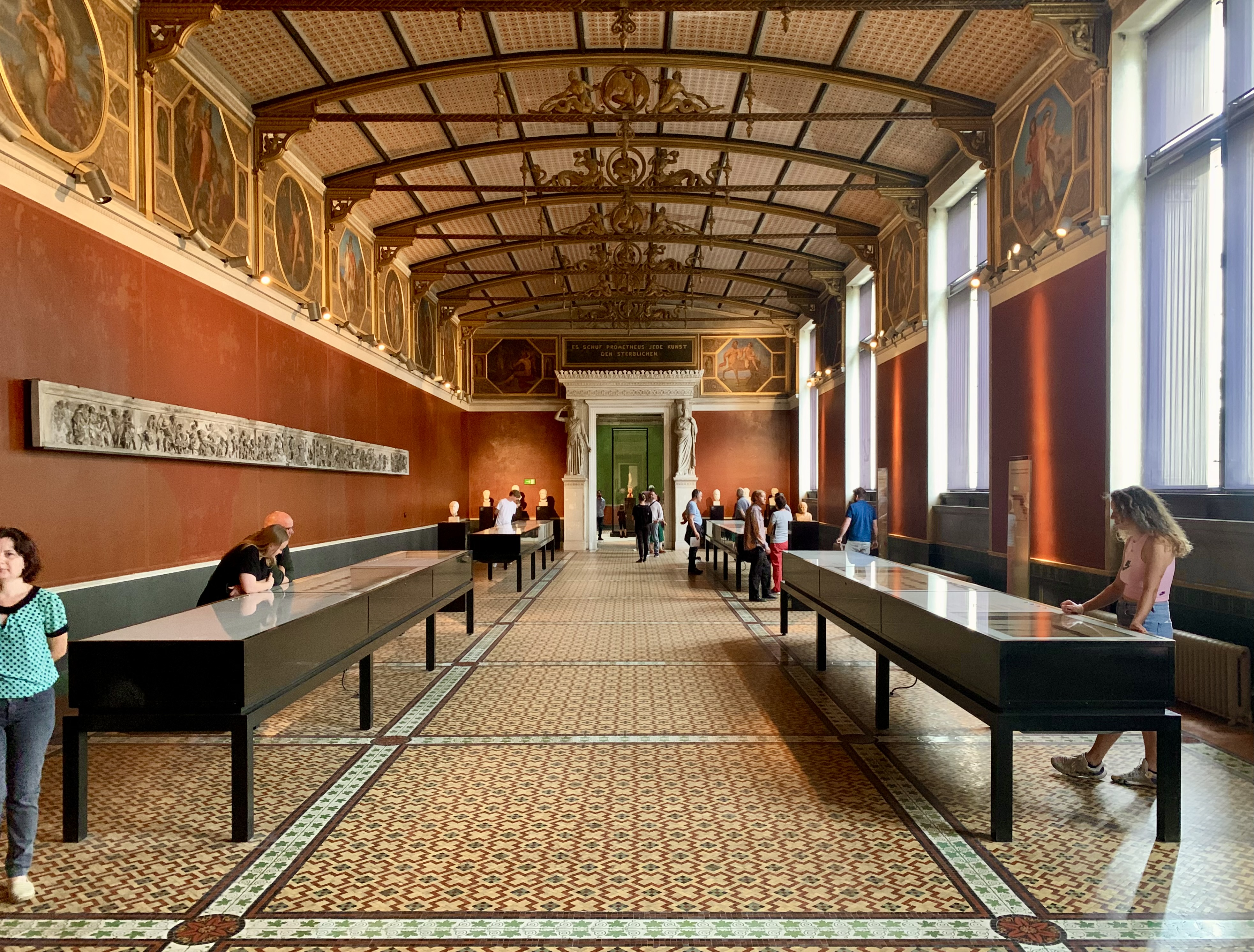
Niobidisův sál
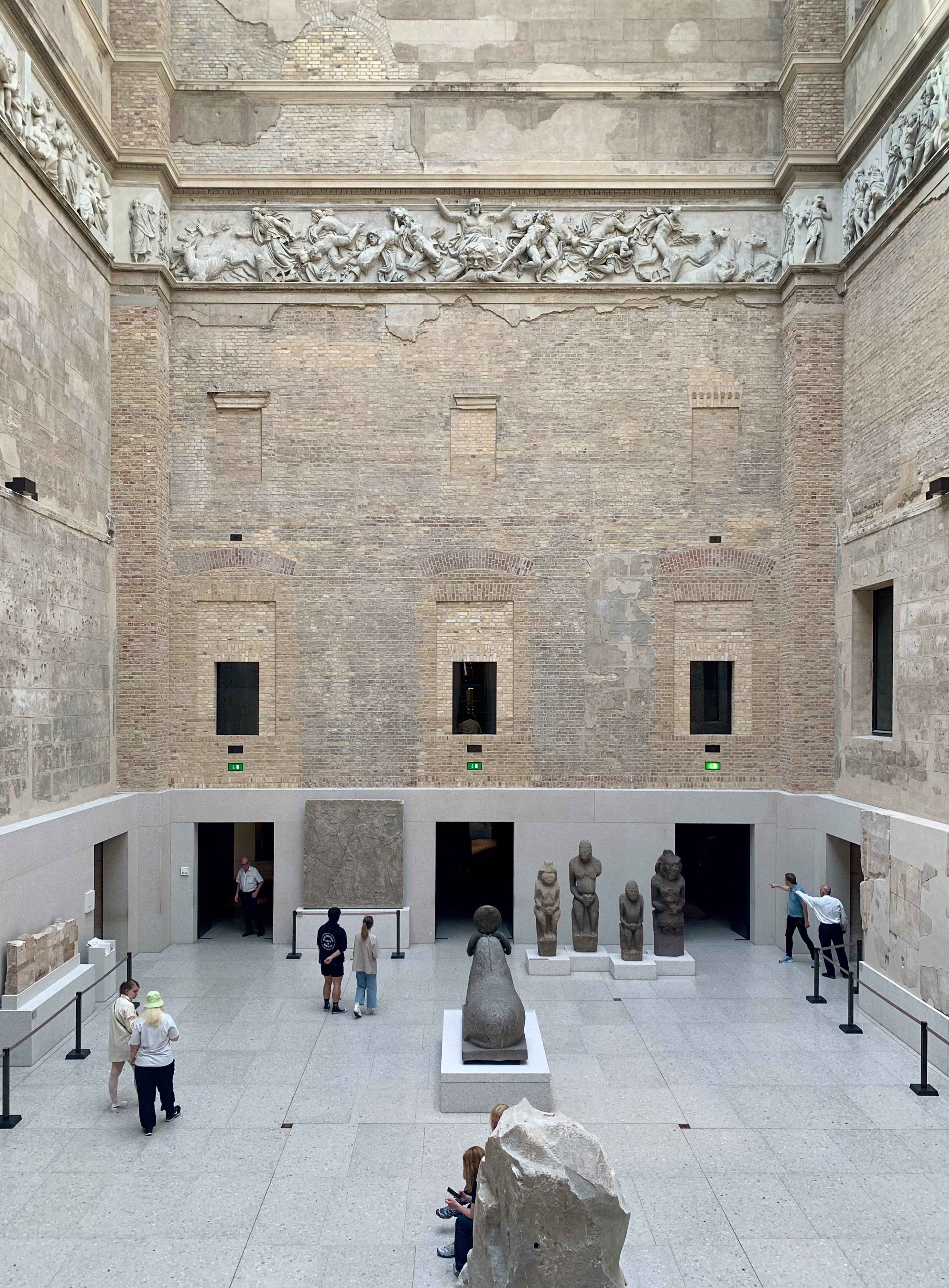
Řecký dvůr
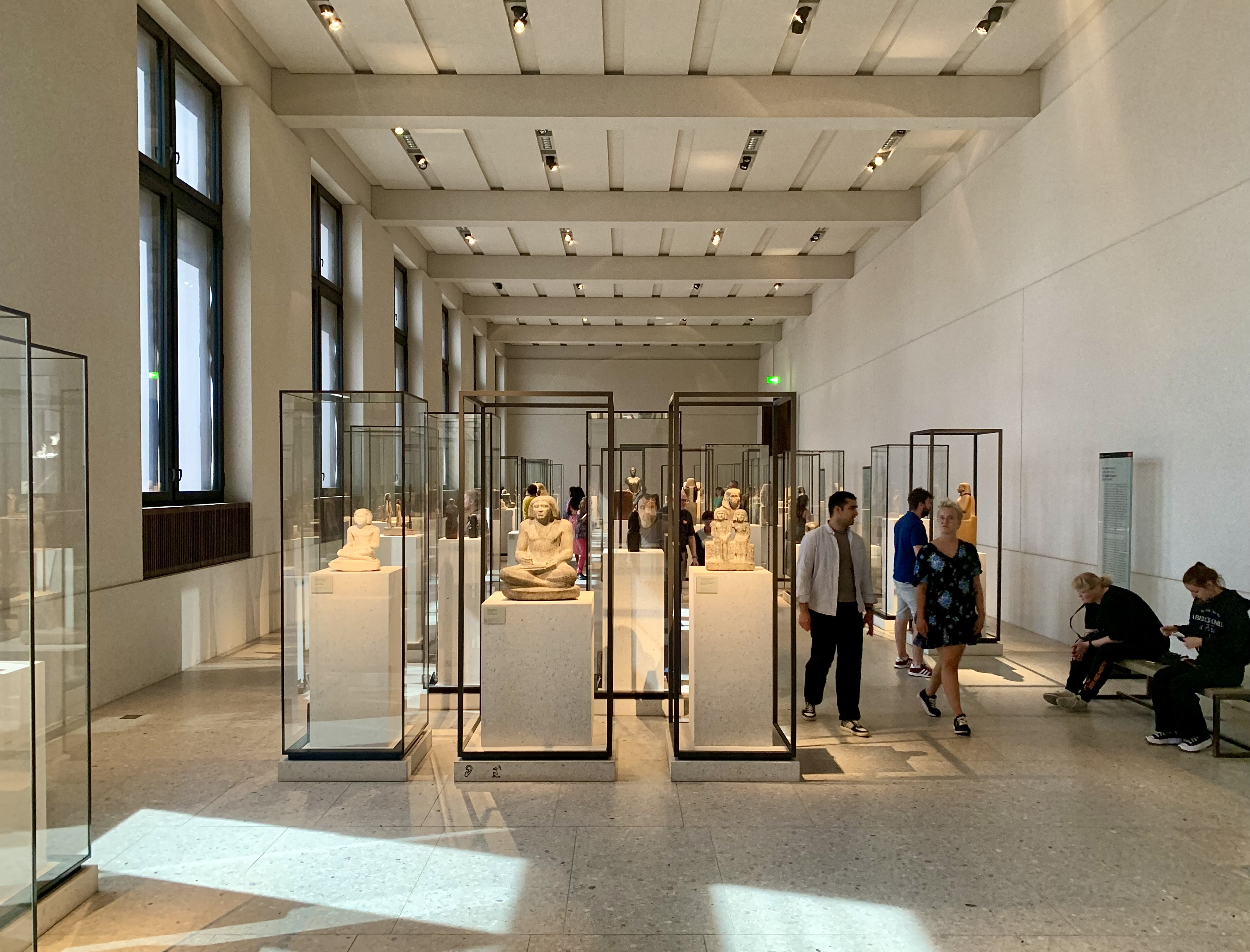
Pohled do sbírek Egyptského muzea